# Takuya Honda
Takuya Honda (jap. 本田 拓也, Honda Takuya; * 17. April 1985 in Sagamihara, Präfektur Kanagawa) ist ein japanischer Fußballspieler.

## Karriere

### Verein
Takuya Honda spielte von 2001 bis 2007 in den Jugendmannschaften der Toko Gakuen High School und Hōsei-Universität. 2008 begann der defensive Mittelfeldspieler seine Profi-Karriere beim japanischen Zweitligisten Shimizu S-Pulse, ehe er 2011 zu Kashima Antlers in die J1 League wechselte. 2013 erfolgte die Rückkehr zu Shimizu S-Pulse. Nach weiteren vier Jahren dort wechselte Honda 2017 zu Montedio Yamagata.
Seit Januar 2021 steht Honda beim japanischen Drittligisten FC Gifu unter Vertrag.

### Nationalmannschaft
Im Jahr 2011 debütierte Takuya Honda für die japanische Fußballnationalmannschaft und abolsvierte 2 Länderspiele.

## Erfolge
- Asien-Meister: 2011[1]
- J.League Cup: 2011, 2012[1]